# Madison (New York, falu)
Madison falu az USA New York államában, Madison megyében. Lakosainak száma 311 fő (2020. április 1.).

## Népesség
A település népességének változása:

| 2010 | 305 |
| 2020 | 311 |